# جامعة ماسي
جامعة ماسي هي جامعة عامة في نيوزيلندا تأسست عام 1927. تقع في مدينة بالمرستون نورث.

## إحصائيات
يبلغ عدد طلاب الجامعة 33,904 طالب.